# Alexander Voormolen
Alexander Nicolas Voormolen (Rotterdam, 3 de març, 1895 – Leidschendam (Holanda del Sud), 12 de novembre, 1980) va ser un compositor neerlandès.

## Família
Voormolen era fill d'Alieda/Aleida Maria Wentholt (una parenta llunyana de Jean-Philippe Rameau) i del comissari en cap de Rotterdam, Willem Voormolen, que va morir quan Alexander tenia catorze anys (1909). La seva mare va morir el 1913; ell tenia 18 anys. El 1918, es va casar amb Marcelle Henriette Chouillet, filla d'un ministre; es va divorciar dos anys després. El 1928, es va casar a Oxford amb Alice Clifford Grierson (interpretada a la dècada de 1920 per Isaac Israels), filla de Herbert John Clifford Grierson, professor de literatura anglesa a la Universitat d'Edimburg. Aquest matrimoni tampoc va durar gaire, ja que ella es va tornar a casar el 1934 amb el metge Frederik van Nouhuijs. Anys més tard, va fer amistat amb la cantant i professora de cant Titi Fermin (1903-1994), filla del cantant de concerts Adelin Fermin i alumna de Berthe Seroen. Voormolen va morir a la residència Prinsenhof de Leidschendam; havia estat malalt durant molt de temps. Va ser incinerat al crematori d'Ockenburgh de La Haia. La seva filla del seu segon matrimoni, Alice Lucie Adrienne Voormolen, va ser fillola de Lucie van Dam van Isselt i va exercir durant molts anys com a secretària de la Creu Roja neerlandesa.

## Educació
Voormolen va estudiar piano amb Willem i Martinus Petri i composició amb Johann Wagenaar a l'Escola de Música Toonkunst d'Utrecht. Entre els seus companys d'estudi hi havia Willem Pijper i Jakob van Domselaer. Va anar a París el 1915 per invitació del director d'orquestra Rhené-Baton (que va interpretar el Preludi de Voormolen al Kurhaus el 1916), on va estudiar amb Albert Roussel i va conèixer Maurice Ravel i Frederick Delius, entre d'altres.

## Activitats
Voormolen va tornar als Països Baixos el 1919 i es va establir a Veere, i a partir del 1923 a La Haia. Va ser crític musical del "Nieuwe Rotterdamsche Courant" durant molts anys i bibliotecari al Conservatori Reial de La Haia.

## Composicions
Comprensiblement, Voormolen va ser inicialment influenciat principalment per l'impressionisme francès. Més tard, es poden sentir més influències holandeses, perceptibles en les seves composicions Tableaux des Pays-Bas, dos "llibres infantils" (1920 i 1924), les dues Suites Baron Hop (1924 i 1931, inspirades en la vida cortesana del segle XVIII a La Haia) i la Pastorale per a oboè i orquestra de corda (1940). Voormolen era un admirador de Louis Couperus. Va compondre diverses obres orquestrals inspirades en Couperus, com ara Eline (1957, segons Eline Vere) i la Kleine Haagse Suite (1939). La Canzone del Concert per a oboè es va utilitzar com a melodia temàtica de la sèrie de televisió "De kleine zielen" (Les petites ànimes), basada en la novel·la de Couperus. Finalment, la influència de Max Reger i Anton Bruckner es pot sentir en obres posteriors, com ara la Simfonia Concertante (1951) i la Ciacona e fuga (1958).
Va dedicar la seva obra "Manchmal geschieht es in tiefer Nacht" (un poema de Rainer Maria Rilke) a Lien Korter, i la seva obra "Madrigal" (1969) a la cantant Elisabeth Cooymans. Les seves obres han estat interpretades per importants orquestres. Per exemple, l'Orquestra del Concertgebouw va interpretar Sinfonia sota la direcció de Willem Mengelberg; aquest conjunt també va interpretar "Els tres genets" i "Baron Hop Suite núm. 2". Voormolen també va dirigir l'orquestra ell mateix quatre vegades, una de les quals va incloure una interpretació del seu Concert per a dos oboès amb Haakon Stotijn i Jaap Stotijn com a solistes. L'obra també va ser interpretada pel mateix conjunt sota la direcció d'Eduard van Beinum, Willem Mengelberg, Hein Jordans i Jean Fournet. Obres de Voormolen es van interpretar en 39 dels concerts d'aquesta orquestra. La Residentie Orchestra, dirigida per Willem van Otterloo, i l'Orquestra Simfònica de la Ràdio, dirigida per Henk Spruit, també van interpretar les seves obres.
Després de la Segona Guerra Mundial, Voormolen va destruir diverses de les seves obres, inclosa la Simfonia esmentada.

## Premis i guardons
El 1932, Voormolen va rebre el Premi de Música de l'Ajuntament de La Haia pel seu "Air Willem V". El 1961, va rebre el Premi Johan Wagenaar per tota la seva obra i el Premi Visser Neerlandia per "Tres cançons sobre versos britànics" (1948). El 1976, va rebre el "Penning van de Rotte" (Penny de la Rotte) de l'Ajuntament de Rotterdam. El 1978, va ser guardonat amb el títol de membre honorari del Cercle d'Art de La Haia.

## Lèxics
- Lèxic musical il·lustrat, editat pel Sr. G. Keller i Philip Kruseman, amb l'assistència de Sem Dresden, Wouter Hutschenruijter (1859-1943), Willem Landré, Alexander Voormolen i Henri Zagwijn; publicat el 1932/1949 per J. Philip Kruseman, La Haia; pàgina 869
- Jozef Robijns, Miep Zijlstra: General Music Encyclopedia, Haarlem: De Haan, 1979-1984, ISBN 978-90-228-4930-9, volum 10, pàgina 184